# Hododa-Kofungruppe

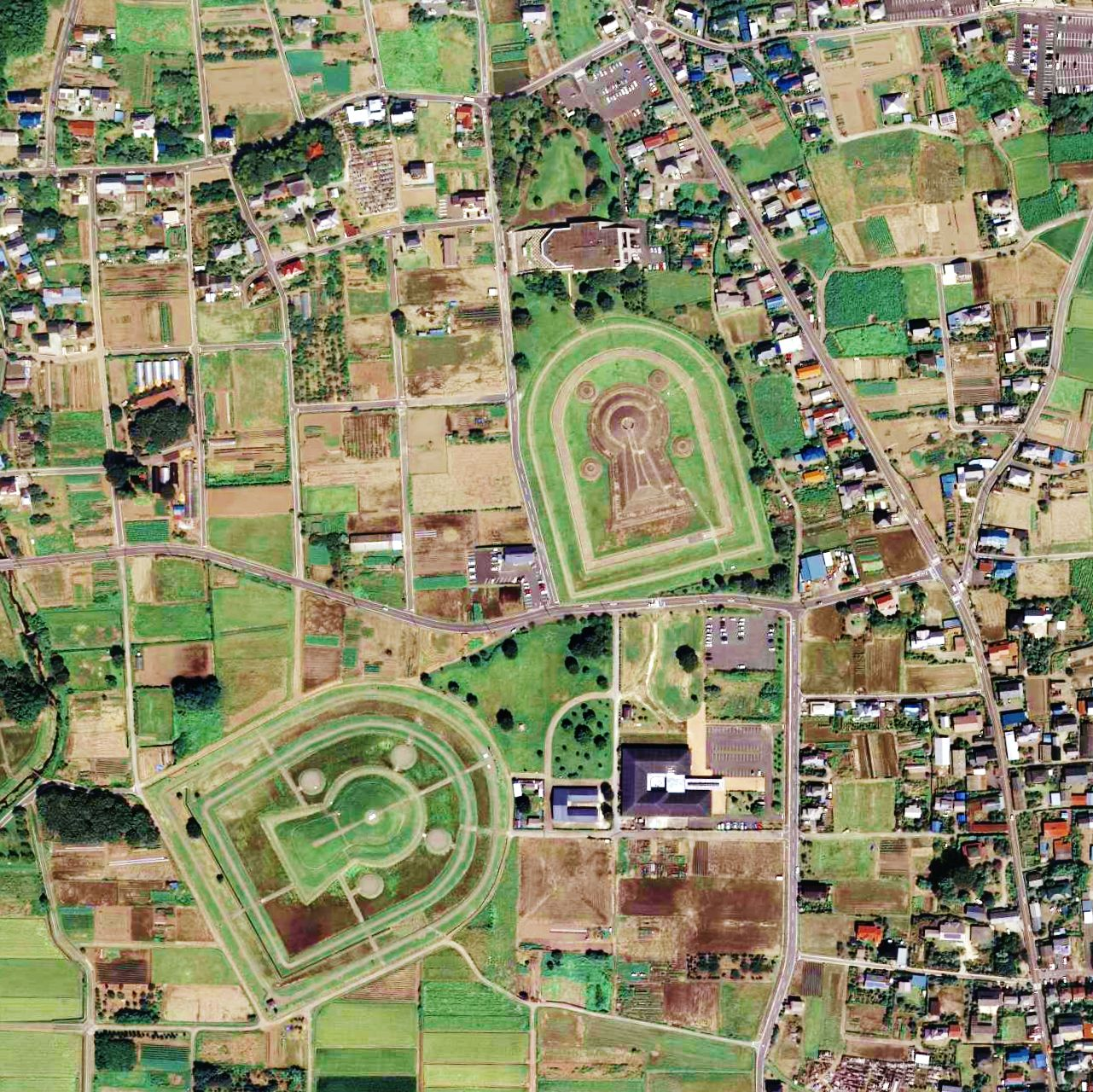
Luftaufnahme des MLIT von der Kofungruppe

Hododa-Kofungruppe (japanisch 保渡田古墳群 Hododa kofungun) ist eine archäologische Fundstätte aus der späten Kofun-Zeit mit drei schlüssellochförmigen Hügelgräbern (前方後円墳 zempō kōenfun) in der japanischen Gemeinde Takasaki, Präfektur Gunma. Die Fundstätte wurde 1985 als nationale historische Stätte deklariert. Bei den Grabhügeln handelt es aller Voraussicht nach um die Grabstätten eines einflussreichen Adelsgeschlechts.

## Überblick

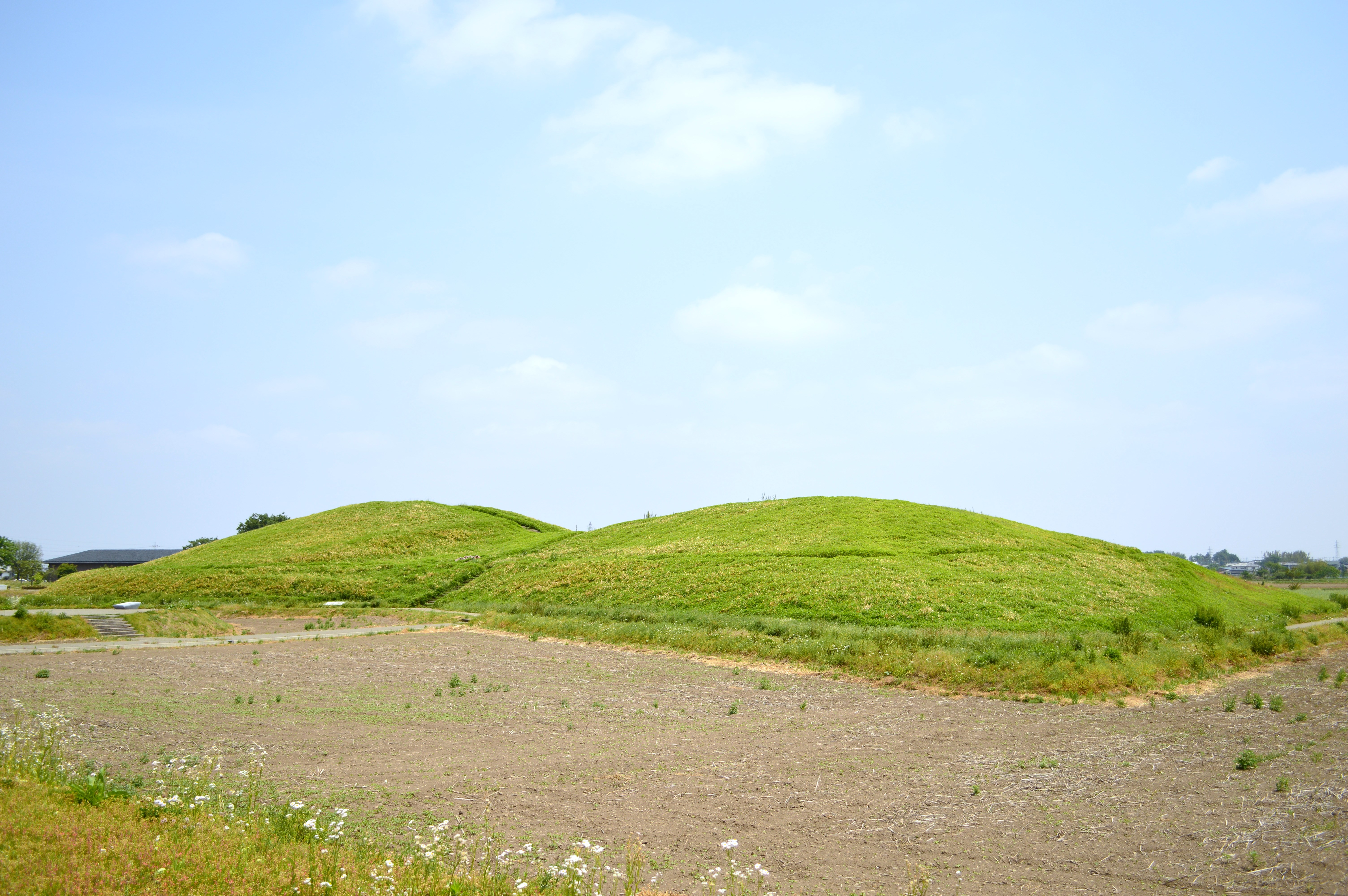
Futagoyama Kofun

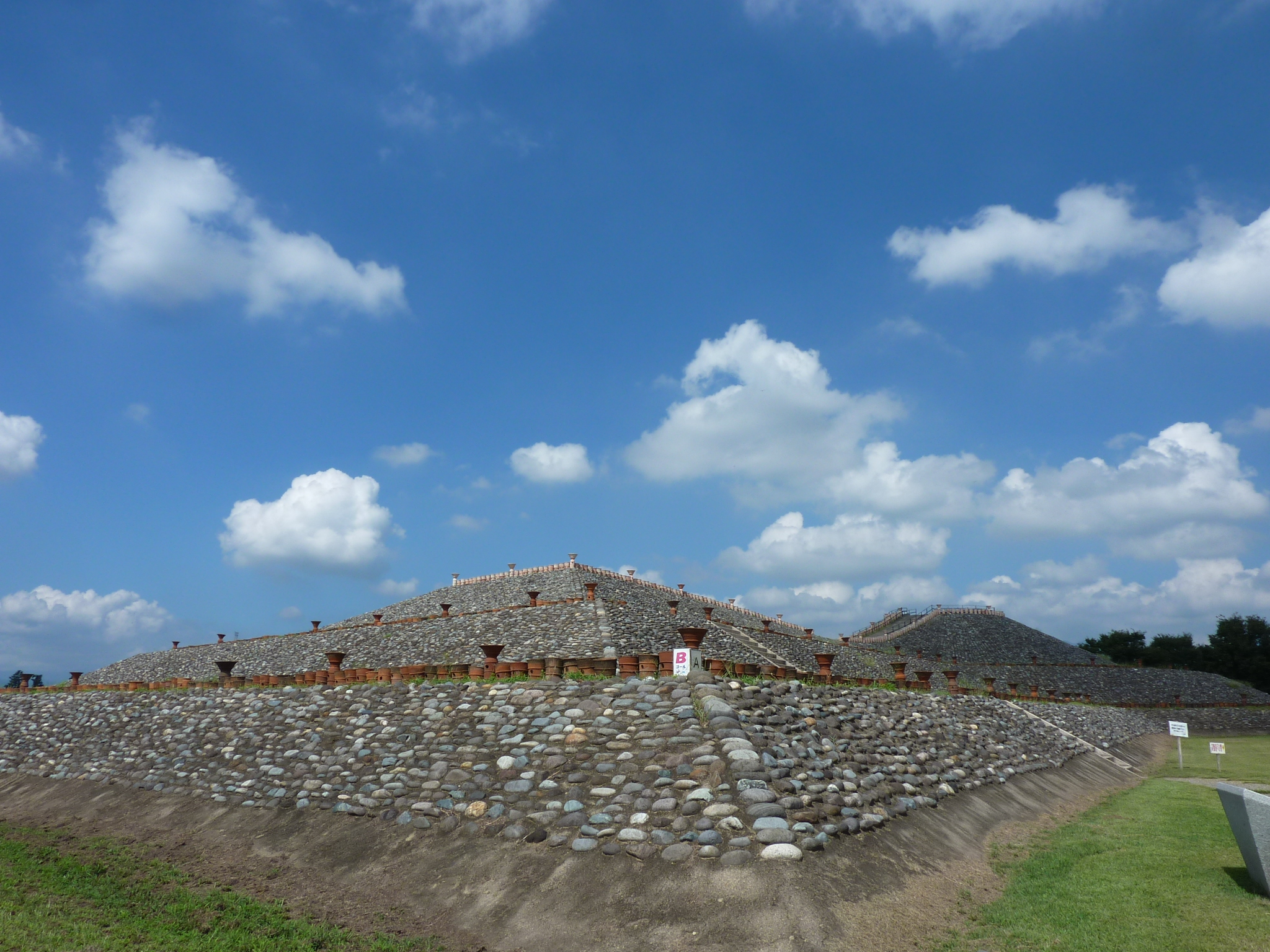
Hachimanzuka Kofun

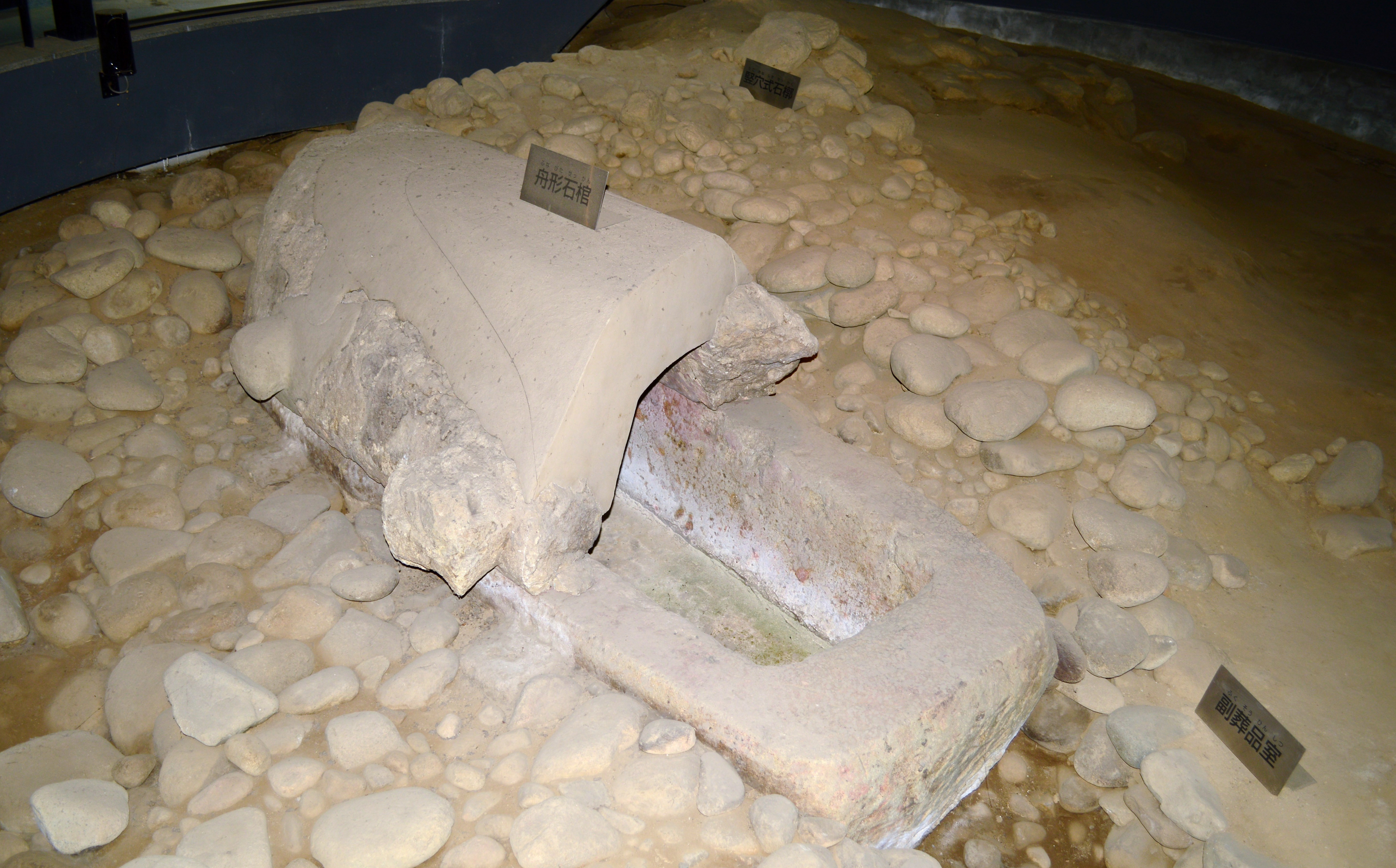
Steinsarg des Hachimanzuka Kofun

Die Ausgrabungsstätte liegt am südlichen Fuß des Haruna-Berges und ist auf das Gebiet der Stadtteile Hododa und Ide verteilt. Sie umfasst die drei großen Hügelgräber (Kofun) Futagoyama (二子山古墳), Hachimanzuka (八幡塚古墳) und Yakushizuka (薬師塚古墳). Die Hügelgräber stammen aus der zweiten Hälfte des 5. und dem beginnenden 6. Jahrhundert.
Das im Südwesten liegende Futagoyama Kofun (36° 22′ 42,8″ N, 138° 59′ 0,9″ O) ist mit einer Länge von 108 m, einem Durchmesser von 74 m und einer Höhe von zehn Metern für den runden Teil und mit einem Durchmesser von 71 m und einer Höhe von sieben Meter für den rechteckigen Teil das größte der drei Kofun. Der Grabhügel besitzt einen dreistufigen Aufbau. Das Hügelgrab ist von zwei hufeisenförmigen Gräben umgeben. Zwischen dem inneren Graben um den runden Teil des Kofun und dem äußeren Graben liegen vier kleine Inselchen (siehe Luftaufnahme). Der konkave Teil und die Inselchen besitzen eine Steinabdeckung (葺石 fukiishi). In diesem Teil fand man zylindrische Haniwa. Im Bereich der nördlichen Ecke des inneren Graben bis zur nordwestlichen Ecke des äußeren Grabens fand man anthropomorphe Haniwa (人物埴輪 jinbutsu haniwa), Pferdeschmuck, dazu Geräte-Haniwa mit Schildform (盾形埴輪 tategata haniwa), Tierform, Sonnenschirm-Haniwa (蓋形埴輪 kinugasagata haniwa) und Haus-Haniwa (家形埴輪 iegata haniwa).
Auf dem Scheitel des runden Teils in der Mitte befindet sich ein mit Steinen aus einem ausgetrockneten Flussbett gemauerter Schacht, der zu einer Steinkammer führt. In der Steinkammer befand sich ein bootsförmiger Steinsarg. Man fand hier durch illegale Grabungen zerbrochene und beschädigte Artefakte wie Helme, Speere, Ackergerät und Pferdegeschirr. Zudem konnte der Deckstein des Steinsargs nicht aufgefunden werden.
Das Hachimanzuka Kofun (36° 22′ 51,9″ N, 138° 59′ 8,7″ O) ist 102 m lang; der runde Teil des schlüssellochförmigen Grabhügels besitzt einen Durchmesser von 56 m und eine Höhe von sechs Metern. Der rechteckige Teil ist plan und besitzt eine Breite von 53 m. Auch dieses Hügelgrab ist von zwei schmalen hufeisenförmigen Gräben eingefasst, die vier kleine Inselchen einschließen. Auch diese Kofun besitzt eine Steinpflasterung. Auch hier grub man anthropomorphe Haniwa und Haniwa in Tierform (Pferde, Schweine und Wasservögel) aus. Aufmerksamkeit erweckte der Fund eines Haniwa in Form eines Kormorans, der einen Fisch im Schnabel hat und eine kleine Glocke mit einer Kordel um den Hals trägt. Eine solche Form der Kormoranfischerei kennt man aus alten chinesischen und japanischen Quellen wie dem Sui Shu, dem Kojiki und dem Nihonshoki.
Das Ausgrabungsgelände des dritten Hügelgrabs, des Yakushizuka Kofun (36° 22′ 57,8″ N, 138° 58′ 58,9″ O), wird an der Süd- und Ostseite durch Tempel und den Friedhof des Saikō-Tempels begrenzt und beschnitten. Dieses Hügelgrab ist ca. 105 m lang und sechs Meter hoch. Man nimmt an, dass auch dieses Hügelgrab von einem inneren und äußeren Graben umgeben war. Es handelt sich ebenfalls um ein dreistufiges Kofun mit Steinpflasterung.
Die Kofungruppe liegt in dem Geschichtspark „Kamitsukenu Haniwano-sato“ (上毛野はにわの里公園) mit einer Größe von 190.000 m², wovon 63.000 m² in der Deklaration zum nationalen Kulturgut berücksichtigt wurden.
Bereits im September 1939 wurde ein Ensemble in Hododa ausgegrabener Artefakte zum Wichtigen Kulturgut erklärt. Zu diesem Ensemble gehören ein Bronzespiegel, drei kommaförmige Perlen aus Achat und zwei aus Lapislazuli, neun Stab- und 360 runde Perlen aus Jade, Pferdetrensen, sieben dreiblättrige Pfirsichblätter aus Bronze, drei Schwertspitzen, florale Beschläge und Bronzeglöckchen.